# Stefan Höppner
Stefan Höppner (* 30. Juni 1969 in Paderborn) ist ein deutscher Literaturwissenschaftler. Er ist Außerplanmäßiger Professor der Universität Münster, seit 2023 Geschäftsführer der Literaturkommission für Westfalen und wissenschaftlicher Leiter des Museums für Westfälische Literatur Haus Nottbeck.

## Leben
Nach dem Abitur 1989 am Max Planck-Gymnasium in Göttingen studierte Höppner ab 1990 Geschichte und Germanistik an den Universitäten in Göttingen, Santa Barbara, Freiburg im Breisgau und Basel. Nach dem Magister 1996 in Freiburg folgte ab 1997 ein Graduiertenstudium an der University of Oregon in Eugene, 1999 bis 2000 war er dort Sprachlehrer für Business English und Übersetzer an einer privaten Sprachschule. Von 2001 bis 2005 arbeitete er als Übersetzer, wissenschaftlicher Lektor und Bibliothekar am Max-Planck-Institut für biophysikalische Chemie in Göttingen. 2004 folgte die Promotion in Germanistik in Göttingen mit einer Arbeit über das USA-Bild in Arno Schmidts Erzählwerk. 2005 bis 2008 war er Wissenschaftlicher Angestellter am Institut für Neuere Deutsche Literaturgeschichte der Universität Freiburg, 2006/2007 Lehrbeauftragter für deutsche Literatur an der Sungshin Women's University in Seoul/Südkorea, von 2008 bis 2012 in Freiburg Assistent am Lehrstuhl von Werner Frick. In den Jahren 2012 bis 2015 war er DAAD Associate Professor of German Studies an der University of Calgary in Alberta/Kanada. Von 2014 bis 2020 war er Privatdozent am Deutschen Seminar der Universität Freiburg, 2014 erfolgte die Habilitation mit einer Arbeit zum Verhältnis von Literatur und Naturwissenschaften in der Romantik. Von 2015 bis 2019 leitete er das Projekt „Autorenbibliotheken“ im Forschungsverbund Marbach Weimar Wolfenbüttel, konkret beschäftigte er sich an der herzoglichen Bibliothek an der Klassik Stiftung Weimar mit der Privatbibliothek von Johann Wolfgang von Goethe. Von 2019 bis 2023 leitet er das Nachfolgeprojekt „Goethe digital“. Seit November 2023 ist er als Nachfolger von Walter Gödden Geschäftsführer der Literaturkommission für Westfalen. 2024 erfolgte die Umhabilitation an die Universität Münster.

## Monografien (Auswahl)
- Stefan Höppner: Goethes Bibliothek. Eine Sammlung und ihre Geschichte (= Epistemata / Reihe Literaturwissenschaft. Band 826). 2. Auflage. Klostermann, Frankfurt am Main 2023.
- Stefan Höppner: Natur/Poesie. Romantische Grenzgänger zwischen Literatur und Naturwissenschaft. Johann Wilhelm Ritter – Gotthilf Heinrich Schubert – Henrik Steffens – Lorenz Oken. Königshausen & Neumann, Würzburg 2017.
- Stefan Höppner: Zwischen Utopia und Neuer Welt: Die USA als Imaginationsraum in Arno Schmidts Erzählwerk. (= Klassische Moderne. Band 2). Ergon, Würzburg.

## Herausgeberschaften und Editionen
- Stefan Höppner, Caroline Jessen und Ulrike Trenkmann (Hrsg.): Themenschwerpunkt „Der komplexe Faden der Herkunft: Provenienz.“ (= Internationales Archiv für die Sozialgeschichte der deutschen Literatur (IASL.). Band 46/1). 2021, S. 109–321.
- Stefan Höppner, Barry Murnane und Kevin Hilliard (Hrsg.): Literature in the World: Material Networks of Books to and from Goethe’s Weimar. (= Publications of the English Goethe Society. Band 90.1). 2021.
- Stefan Höppner, Jörn Münkner, Caroline Jessen und Ulrike Trenkmann (Hrsg.): Autorschaft und Bibliothek: Sammlungsstrategien und Schreibverfahren. (= Kulturen des Sammelns. Band 2). Wallstein, Göttingen 2018.
- Stefan Höppner mit Jörg Kreienbrock (Hrsg.): ‚Die amerikanischen Götter’: Transatlantische Prozesse in der deutschsprachigen Popkultur seit 1945 (= Linguae & Litterae. Band 46). de Gruyter, Berlin/Boston 2015.